# Castello di Raesfeld
Il castello di Raesfeld (in tedesco: Schloss Raesfeld) è un castello sull'acqua in stile rinascimentale della regione tedesca del Münsterland, nel Land Renania Settentrionale-Vestfalia (Germania nord-occidentale), eretto tra il XII e il XVII secolo e situato nella cittadina di Raesfeld. È stata la residenza dei signori di Raesfeld e poi dei signori di Velden.
Ora è adibito a ristorante ed ospita (dal 1952) le riunioni dell'Accademia dell'Artigianato.

## Caratteristiche
Il castello ha una torre alta 52,50 metri, che è la più alta torre di tutti i castelli della Vestfalia.

## Storia
Alle origini del castello, vi è una fortezza edificata nel XII secolo in una zona paludosa per proteggere la zona dagli attacchi nemici.
Nel XIV secolo, fu fatta costruire una nuova fortezza a due torri da Bytter di Raesfeld, che fondò il casato di Raesfeld.
Alla fine del XVI secolo, il castello entrò in possesso dei signori di Velden.
Con la scomparsa del casato di Velden, nella metà del XVIII secolo, il castello passò nelle mani di altri proprietari, cadendo progressivamente in rovina.
All'inizio del XIX secolo, alcune parti del castello furono demolite e, a partire dal XX secolo, l'edificio fu adibito a tenuta di campagna. Nel 1942, il castello fu ereditato dall'Accademia dell'Artigianato e, in seguito, fu trasformato in un ristorante.
Tra il 1643 e il 1658, per volere del conte Alessandro II di Velen, l'edificio preesistente, distrutto da un incendio nel 1597, fu rimodellato in residenza rinascimentale
|  |  |

|  |

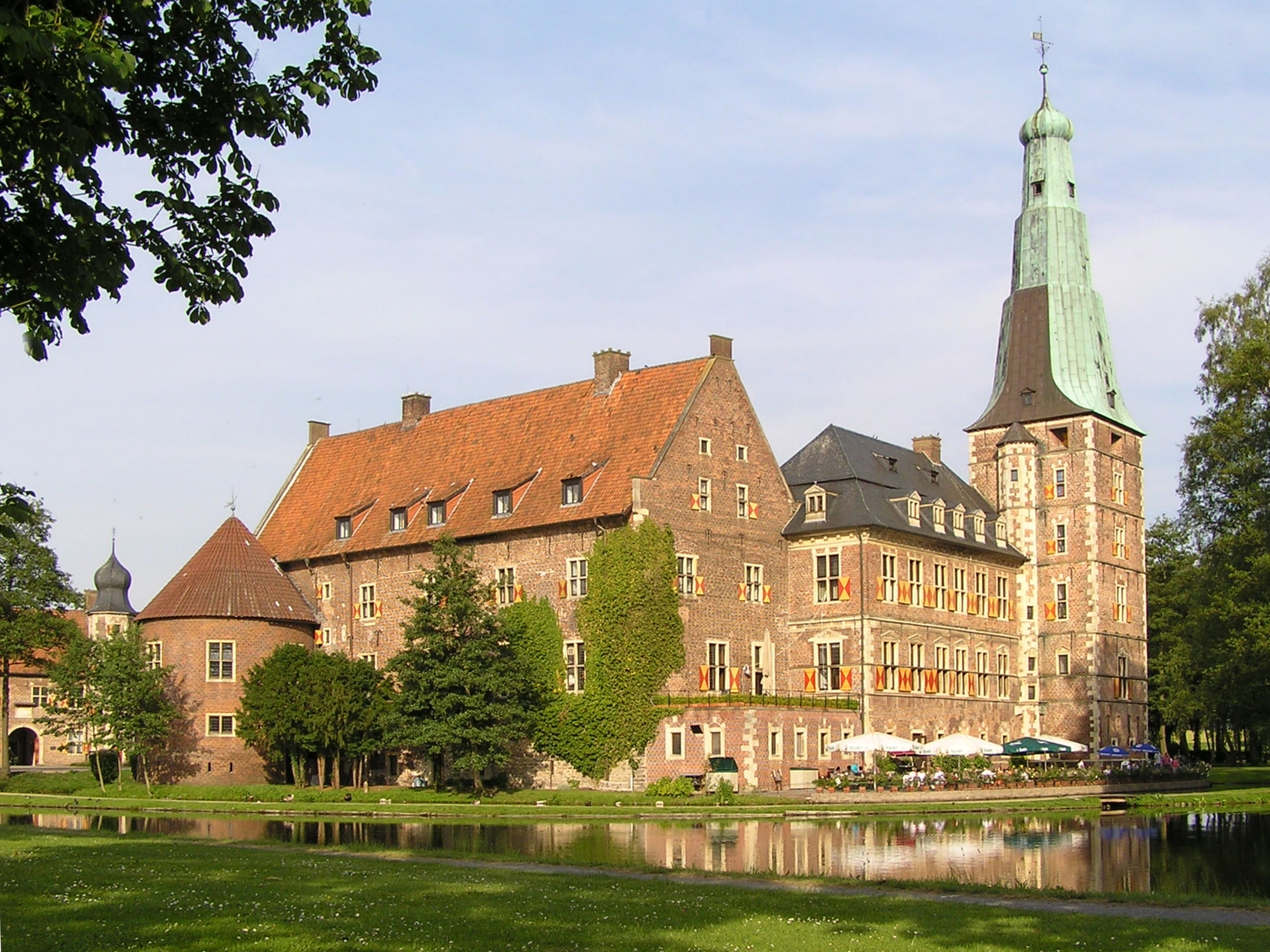
Veduta del castello

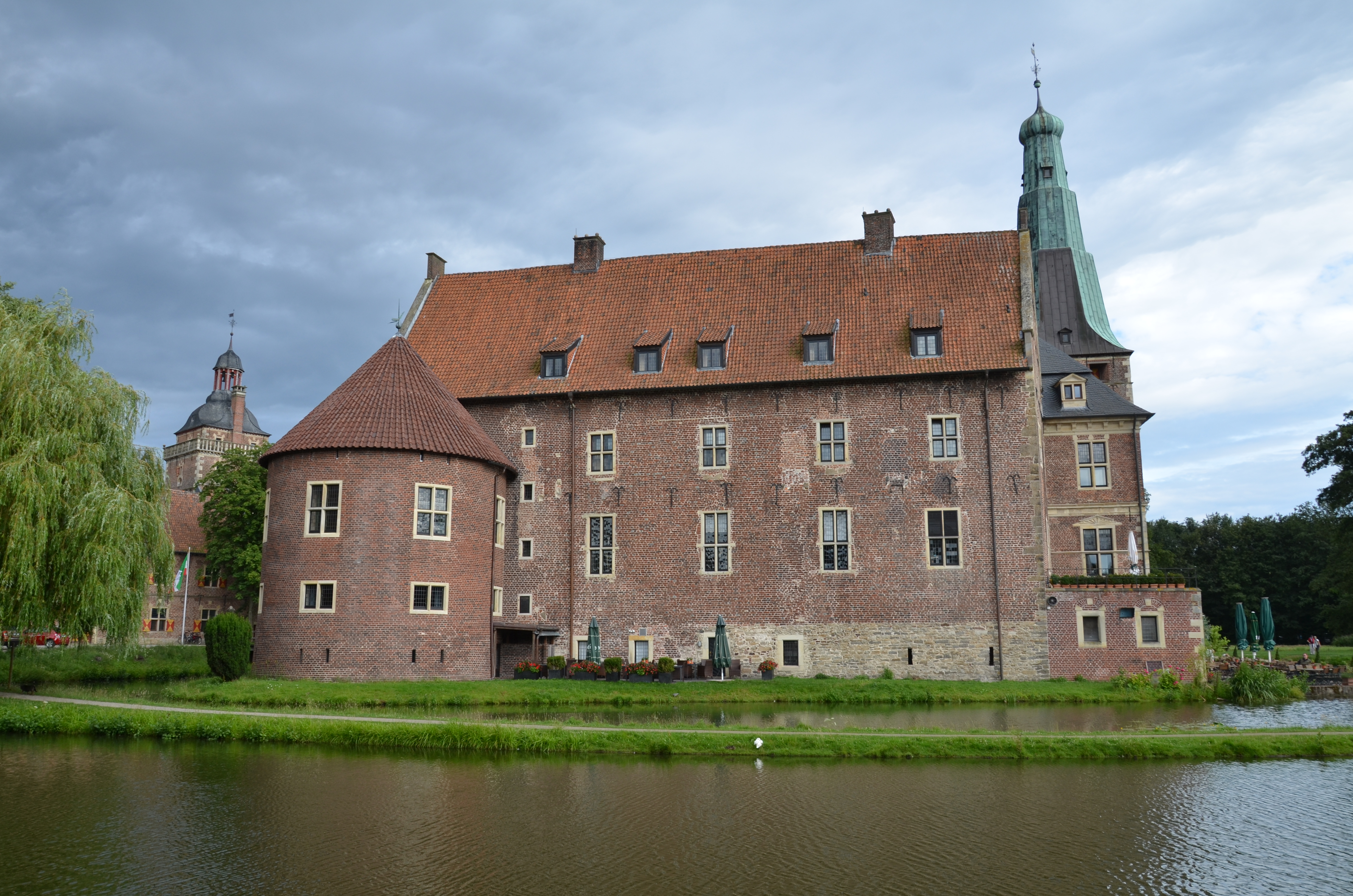
Una facciata del castello

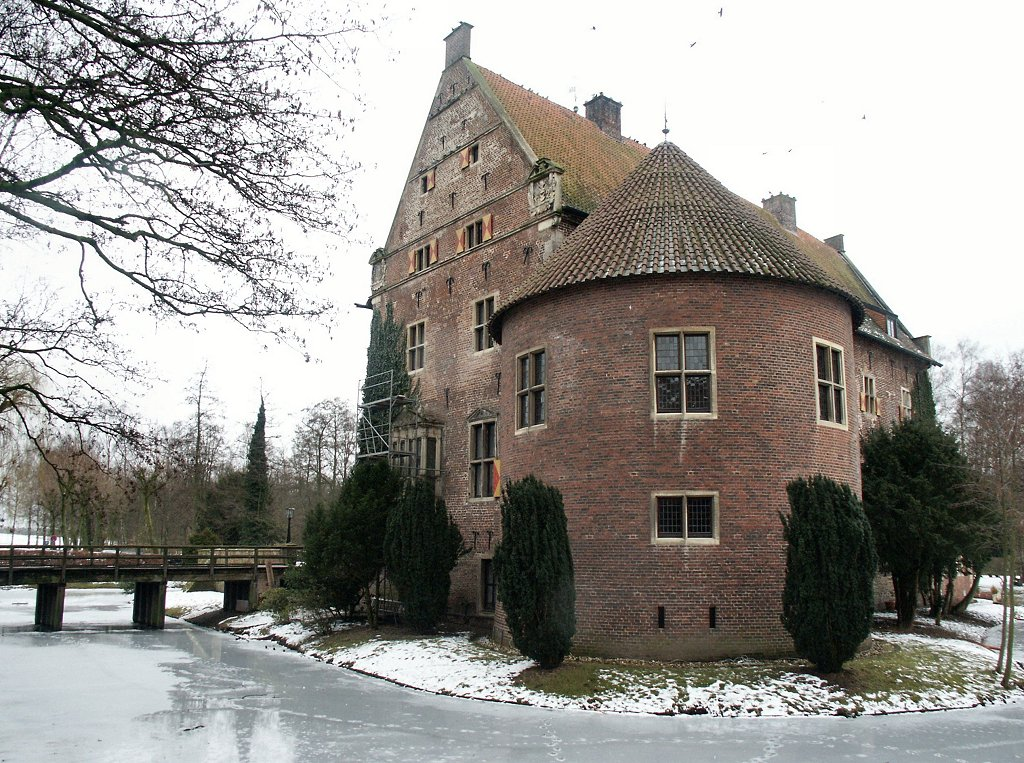
L'ala principale del castello

I giardini del castello sono andati distrutti ma il parco è stato restaurato e ora fa parte del Rete europea del patrimonio dei giardini (EGHN).